# とちぼり木
とちぼり木（とちぼり もく、栃堀木）は、日本のゲームシナリオライター、劇作家。

## 人物・来歴
東京造形大学デザイン学科造形計画専攻を中退。
元小島プロダクション所属、現在スクウェア・エニックスに所属。ゲーム、演劇、共に、時間軸を交錯させる・入れ替えるなどの手法でサスペンス調の構成を好む。
大学在学中よりつかこうへい劇団に学んだ後、劇団扉座主宰で劇作家の横内謙介に師事。
2000年、カムカムミニキーナを脱退した聖ノムと共に劇団TIMELAGを旗上げ。都内小劇場などで、コメディタッチのサスペンス作品を次々と上演するも2006年に解散。
2012年、復活公演としてゲストにモロ師岡、芦川誠などを迎え、『300億円事件』を上演。
コナミの看板タイトル「メタルギア」シリーズのPSP版『メタルギアアシッド』はミステリー色が強く、本編並に緻密なストーリーが好評となる。
『ネプリーグ』、『ザ!鉄腕!DASH!!』などの番組を手がける放送作家とちぼり元は実兄。父は漫画家のトチボリ茂（栃堀茂）。
日本テレビ『西遊記』の大ファンであり、舞台『ひとりでに森』は日本テレビ『西遊記』へのオマージュとしてつくられた。なお、『ひとりでに森』のナレーションは、元つかこうへい事務所所属俳優で『世界の車窓から』の石丸謙二郎が担当。

## 作品

### ゲーム
- メタルギアアシッド（METAL GEAR AC!D）（2004年）メインシナリオライター[2][信頼性要検証]
- フロントミッション エボルヴ（2010年）スクリプトライター 渡辺大祐・八島和彦と連名。シニアスクリプトライターは鳥山求。
- ザ・サード バースデイ（2010年 ケースファイル シナリオディレクターは鳥山求。
- ファイナルファンタジー零式（2011年）シナリオライター リードシナリオライターは千葉広樹。
- エンペラーズ サガ（2012年）シナリオライター
- 疾走、ヤンキー魂。（2014年）メインシナリオライター
- インペリアル サガ（2015年）シナリオディレクター
- ドラマチックRPG 神つり（2016年） 世界観・メインシナリオライター
- ロマンシング サガ リ・ユニバース（2018年）シナリオライター[3]
- ロマンシング サガ2 リベンジオブザセブン（2024年）シナリオディレクター

### 舞台
- 2003年 - アニメのアニマ 脚本・演出
- 2003年 - 焔のなかで踊る 脚本・演出
- 2004年 - 信じてはいけない 脚本・演出
- 2004年 - 銀色の少年 脚本 （製作　円谷プロダクション）
- 2005年 - 散々花 脚本・演出
- 2006年 - 報道最前線スクープアイ 脚本・演出
- 2006年 - ひとりでに森 脚本・演出
- 2007年 - 泥つき〜権助をさがして〜 脚本・演出
- 2008年 - 継承者たち〜地下鉄を飛び降りて〜 脚本・演出
- 2008年 - OVERLAP 脚本・演出
- 2009年 - 照鳥居〜TERRITORY〜 脚本・演出
- 2009年 - 遠くから来た人 脚本・演出
- 2012年 - 300億円事件 脚本・演出
- 2017年- 30-DELUX SQUARE ENIX Special Theater  「ロマンシング サガ THE STAGE 〜ロアーヌが燃える日〜」[4]
- 2018年-ロマンシング サ・ガ2#舞台『SaGa THE STAGE 〜七英雄の帰還〜』[5]
- 2024年-ロマンシング サガ リ・ユニバース#舞台『SaGa THE STAGE〜再生の絆〜』

## 漫画原案
- 神つり 掲載誌=裏サンデー MangaONE（小学館）
- 『ロマンシング サガ リ・ユニバース』とちぼり木（原作）・雨後一陽（漫画）・河津秋敏（世界観監修）スクウェア・エニックス〈ガンガンコミックスUP！〉、全2巻